# БТР-60
БТР-60 е съветски амфибиен бронетранспортьор, първият от серия осемколесни бронетранспортьори. На въоръжение е от 1959 г. в 63 държави по целия свят. В периода 1959—1976 г. са произведени близо 30 000 бройки в десетки различни варианти.
БТР-60 е въоръжен с една 7.62-мм картечница СГМБ. При модификацията БТР-60ПБ картечниците стават две – основната е тежка 14,5-милиметрова КПВТ, а допълнителната е 7,62-милиметрова ПКБ/ПКТ. Средната дебелина на бронята е около 7 милиметра. Екипажът се състои от шофьор и двама картечари, а максималният брой пътници е 14. Силовите установки са два бензинови двигателя ГАЗ-40П, всеки с мощност 90 к.с. заради което е недолюбван поради лошото синхронизиране на двигателите като единия задвижда 1 и 3-ти мост а другия 2 и 4-ти и високата пожароопасност на бензина.
Най-голям брой БТР-60 на въоръжение има в Русия (2000), Северна Корея (1000), Румъния (1456 – местно производство, обозначение TAB-71/TAB-71М), Сирия (600), Йемен (500).
България има на склад около 700 бр., но поддържа в експлоатация 150 машини, според изискванията на План 2015. Българските бронетранспортьори са модернизирани под означението БТР-60ПБ-МД1. Двата двигателя ГАЗ-40П са сменени с един Къминс ISB 25.30, чиято мощност е 250 к.с. Увеличена е дебелината на бронята и са добавени димни гранатомета на купола. България произвежда и износна версия (БТР-60ПД-МД-2) с двигател КамАЗ.